# Искра (област Бургас)
Вижте пояснителната страница за други значения на Искра.
Искрà е село в Югоизточна България, община Карнобат, област Бургас.

## География
Село Искра се намира на около 53 km запад-северозападно от центъра на областния град Бургас, около 9 km запад-северозападно от общинския център град Карнобат и около 37 km североизточно от град Ямбол. Разположено е в Източна Стара планина, в североизточните подножия на Терзийски баир при прехода към Карнобатската котловина, на леко хълмисто възвишение. Общият наклон на терена е предимно на изток, към течащата на около 2 km от селото река Мочурица. Надморската височина в центъра на селото е около 232 m. Климатът е преходно-континентален.
Общински път води от Искра на запад към село Огнен, а на юг – до връзка с първокласния Подбалкански път.
Землището на село Искра граничи със землищата на: село Вълчин на север; село Мъдрино на север и изток; град Карнобат на югоизток; село Церковски на юг; село Огнен на югозапад; село Горово на северозапад.
В землището на Искра има 3 микроязовира.

## История
След Руско-турската война 1877 – 1878 г., по Берлинския договор 1878 г. селото остава в Източна Румелия; присъединено е към България след Съединението през 1885 г.
През 1906 г. селото с дотогавашно име Турско Бей кьой е преименувано на Искра.

## Население
Населението на село Искра наброява 1664 души при преброяването към 1934 г. и 1758 към 1946 г., намалява до 704 към 1985 г. и 307 (по текущата демографска статистика за населението) към 2021 г.

### Етнически състав
Преброяване на населението през 2011 г.
Численост и дял на етническите групи според преброяването на населението през 2011 г.:
|                     | Численост |
| Общо                | 399       |
| Българи             | 224       |
| Турци               | 116       |
| Цигани              | 10        |
| Други               | љ         |
| Не се самоопределят | -         |
| Неотговорили        | 47        |

## Обществени институции
Село Искра към 2022 г. е център на кметство Искра.
В село Искра към 2022 г. има:
- действащо читалище „Михаил Иванов – 1927“;[9][10]
- православна църква „Св. Св. Кирил и Методий“;[11]
- пощенска станция.[12]
- Комплекс за социални услуги"Ахинора".[13]
- Защитено жилище „Св. Георги“ за деца и младежи.[14]

## Културни и природни забележителности
В землището на село Искра се намира една от най-големите тракийски могили в област Бургас.
Всяка година на 24 май в селото има събор.